# Hurtsboro
Hurtsboro és una població dels Estats Units a l'estat d'Alabama. Segons el cens del 2000 tenia 592 habitants.

## Demografia
Segons el cens del 2000, Hurtsboro tenia 592 habitants, 283 habitatges, i 161 famílies. La densitat de població era de 221,9 habitants/km².
Dels 283 habitatges en un 25,1% hi vivien nens de menys de 18 anys, en un 31,1% hi vivien parelles casades, en un 23,3% dones solteres, i en un 43,1% no eren unitats familiars. En el 41,7% dels habitatges hi vivien persones soles el 18,7% de les quals corresponia a persones de 65 anys o més que vivien soles. El nombre mitjà de persones vivint en cada habitatge era de 2,09 i el nombre mitjà de persones que vivien en cada família era de 2,86.
Per edats la població es repartia de la següent manera: un 24,2% tenia menys de 18 anys, un 7,1% entre 18 i 24, un 25,7% entre 25 i 44, un 22,8% de 45 a 60 i un 20,3% 65 anys o més.
L'edat mediana era de 40 anys. Per cada 100 dones hi havia 93,5 homes. Per cada 100 dones de 18 o més anys hi havia 82,5 homes.
La renda mediana per habitatge era de 16.691 $ i la renda mediana per família de 25.000 $. Els homes tenien una renda mediana de 26.979 $ mentre que les dones 19.821 $. La renda per capita de la població era de 16.908 $. Aproximadament el 28,4% de les famílies i el 32,8% de la població estaven per davall del llindar de pobresa.

## Poblacions properes
El següent diagrama mostra les poblacions més properes.